# Passo del Mangart
Il passo del Mangart (2055 m s.l.m.; in sloveno: Mangartsko sedlo o Mangrtsko sedlo) è un valico alpino delle Alpi Giulie italo-slovene, situato nei pressi del confine italo-sloveno, nel territorio del comune di Plezzo, sul versante sud-ovest del Mangart (Catena Mangart-Jalovec).

## Descrizione
La strada che porta al passo ha una pendenza media del 10%, è possibile raggiungere il valico provenendo passo del Predil o direttamente da Plezzo, ad un certo punto la strada diventa a senso unico senso di marcia.  La strada lunga circa 12km, ad oggi risulta essere completamente asfaltata è la strada più alta di tutta la Slovenia. La strada ha un sistema a pedaggio di 10€, è consentito l'accesso solo a veicoli privati ed autobus fino a 35 posti, ed è all'interno del parco nazionale del Tricorno.

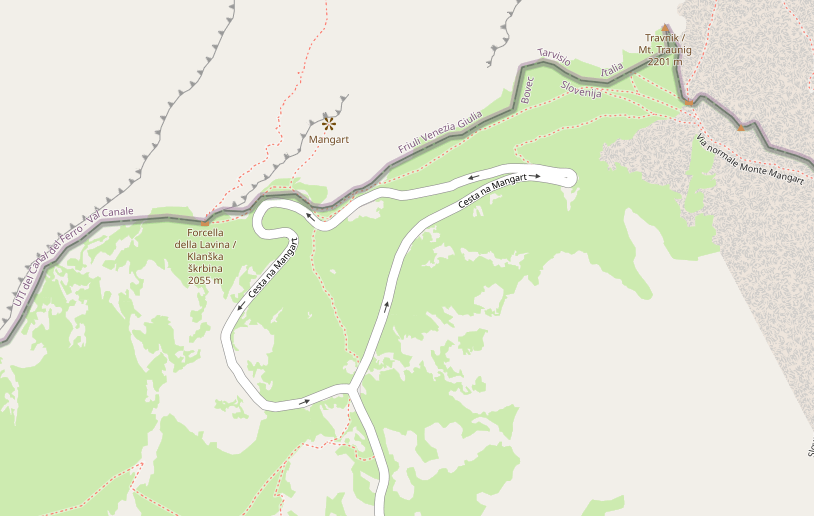
La strada a forma di anello a senso unico che porta al passo del Mangart

## Storia
Fino al fine della seconda guerra mondiale era in territorio italiano, la strada infatti fu costruita dall'esercito italiano nel 1938 per raggiungere la vetta del Mangart, ottimo punto di osservazione di tutta la vallata sottostante ed il confine con l'Austria. Dal 1947 ricade nel territorio del comune di Plezzo.

## Galleria d'immagini

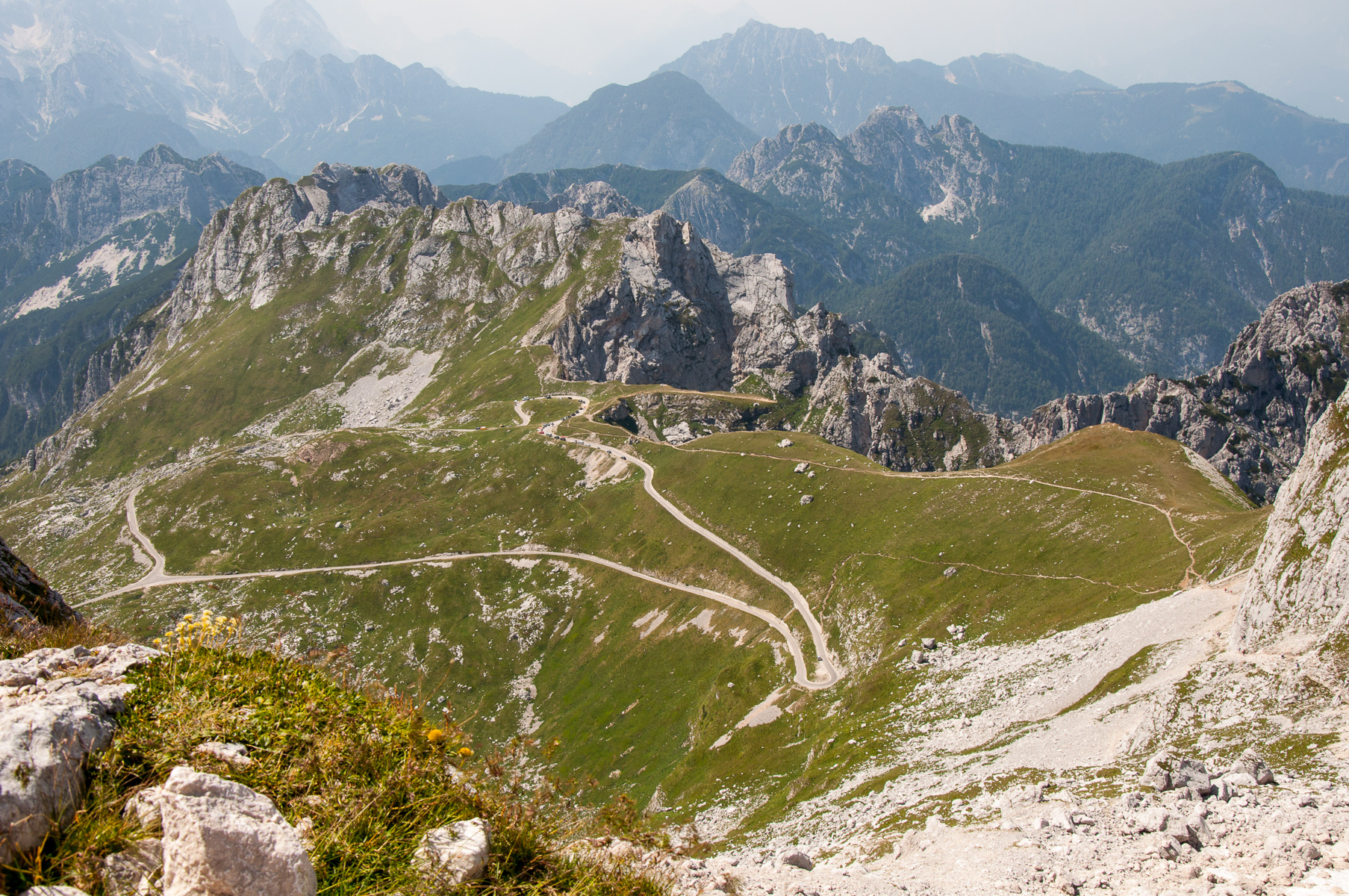
Il pezzo di strada a senso unico
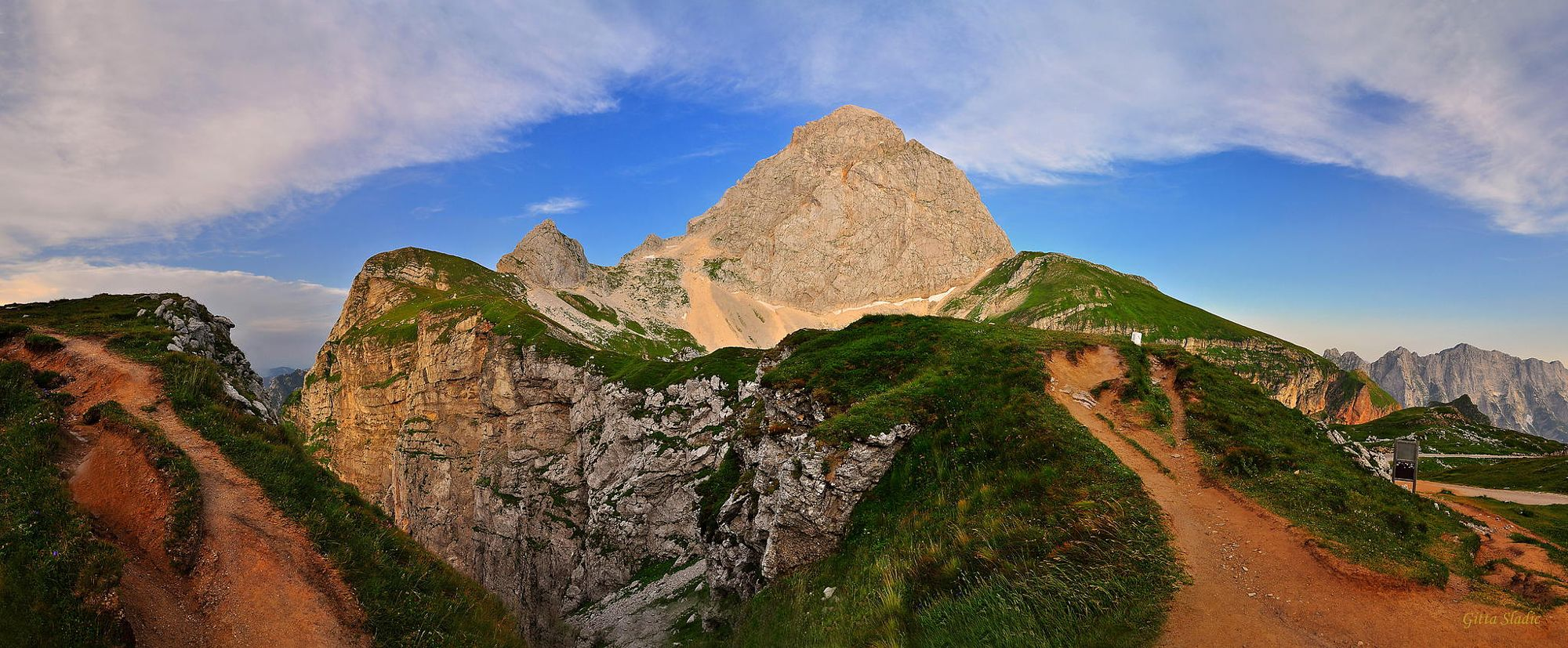
Vista del passo
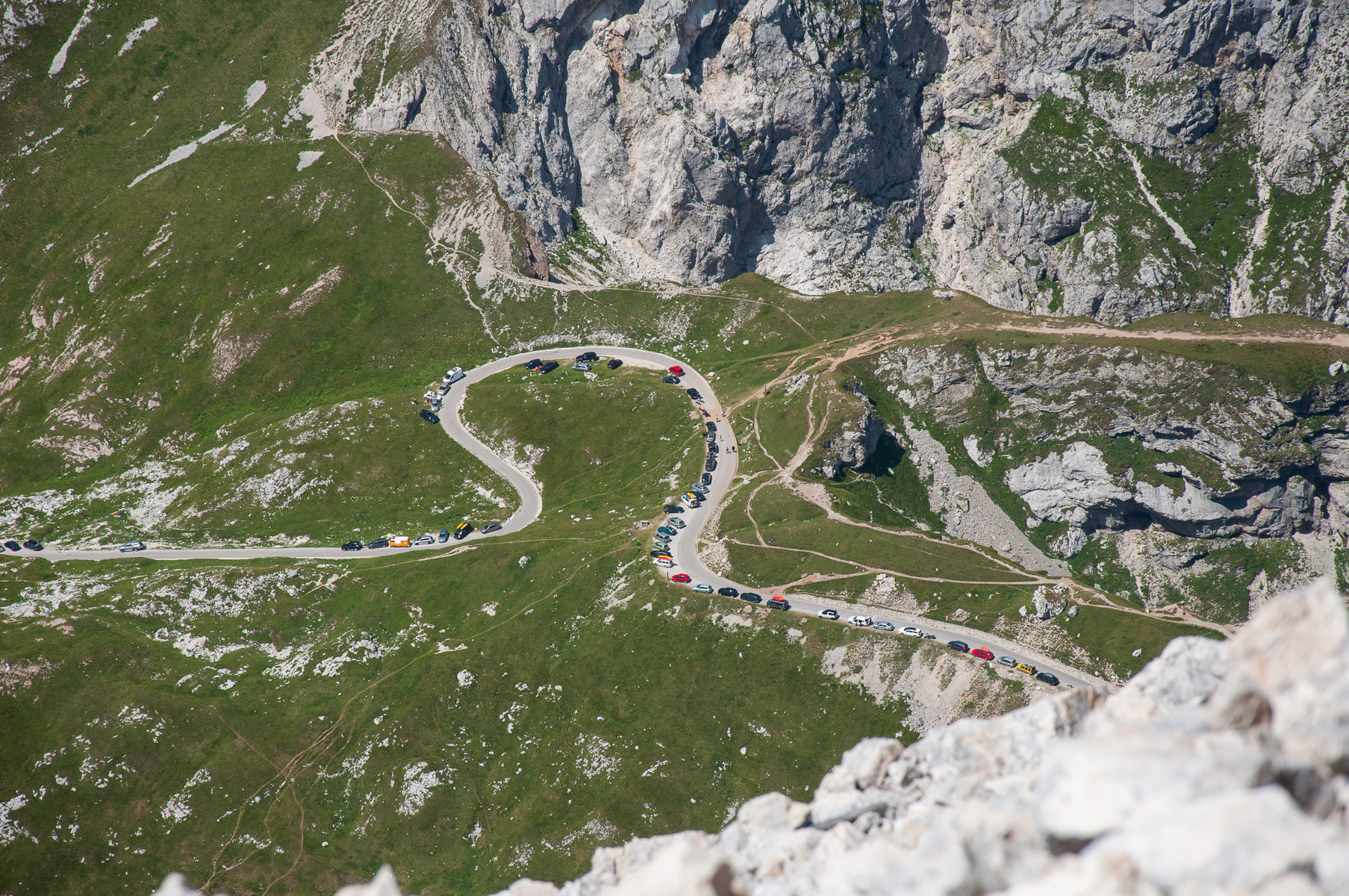
La strada che porta verso il passo